# Przełęcz w Widłach
Przełęcz w Widłach (słow. Vidlové sedlo, niem. Gabelscharte, węg. Villa-horhos) – przełęcz położona na wysokości 2432 m n.p.m. (według wcześniejszych pomiarów 2417 lub ok. 2413 m) w słowackich Tatrach Wysokich, w długiej południowo-wschodniej grani Wyżniego Baraniego Zwornika. Znajduje się w Grani Wideł pomiędzy Zachodnim Szczytem Wideł na południowym zachodzie a Wielkim Szczytem Wideł na północnym wschodzie.
Przełęcz w Widłach jest wąska i bardzo głęboka, stanowi najniższy punkt w grani pomiędzy Łomnicą a masywem Kieżmarskiego Szczytu. Na południowy wschód opada z niej żleb do Łomnickiego Koryta, zbiegającego z kolei do Cmentarzyska.
Nie prowadzą na nią żadne znakowane szlaki turystyczne. Dla taterników stanowi dogodne, choć rzadko uczęszczane przejście między Doliną Łomnicką a Miedzianą Kotliną. Najłatwiej osiągnąć siodło z Łomnicy przez Łomnickie Koryto lub z Doliny Łomnickiej przez Cmentarzysko. Po stronie Miedzianej Kotliny poniżej przełęczy znajdują się Miedziane Ławki, w rejonie których XVIII w. wydobywano rudę miedzi. Dojście przez Wyżnią Miedzianą Ławkę na Przełęcz w Widłach jest trudniejsze niż od strony Doliny Łomnickiej.

## Historia
Pierwsze wejścia:
- Karol Englisch i przewodnik Johann Hunsdorfer (senior), 12 sierpnia 1903 r. – letnie,
- Ernst Dubke, przewodnicy Johann Breuer i Johann Franz (senior), 17 lutego 1906 r. – zimowe[4].

Dawniej stosowana była też nazwa Wielka Przełęcz w Widłach.

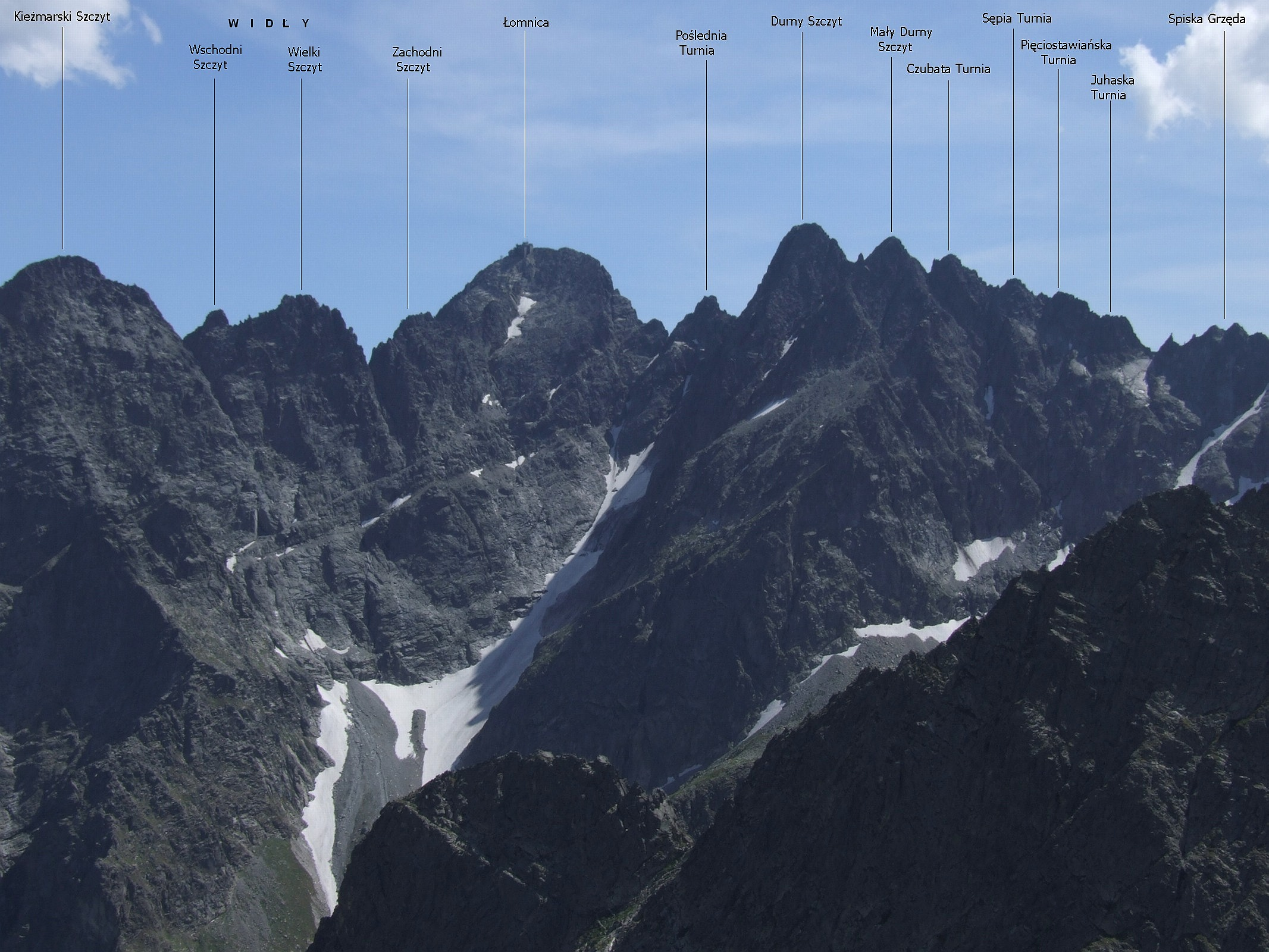
Przełęcz w Widłach widoczna z Jagnięcego Szczytu pomiędzy Wielkim i Zachodnim Szczytem Wideł